# Nieuw Amsterdam (nave da crociera)
La Nieuw Amsterdam è una nave da crociera della compagnia Holland America Line, la seconda della classe Signature. Il suo nome richiama il toponimo olandese del villaggio fortificato del XVII secolo che divenne poi New York.

## Navi gemelle
- Eurodam